# Arrondissement de Clèves
Pour l'ancienne subdivision française, voir Arrondissement de Clèves (Roer).
L'arrondissement de Clèves, en allemand Kreis Kleve, est une division administrative allemande, située dans le land de Rhénanie-du-Nord-Westphalie. Il a la particularité d'être lié culturellement, avec les Pays-Bas. En effet,  les habitants parlent un dialecte néerlandais,  le kleverlands (nl).

## Situation géographique
L'arrondissement de Clèves est situé entre la Meuse et le Rhin. Il a des limites avec les arrondissements de Viersen, Wesel et Borken ainsi qu'aux provinces néerlandaises de Gueldre et Limbourg.
L'arrondissement de Clèves fait partie de l'eurorégion Rhein-Waal (de) créée en 1973 à cheval sur l'Allemagne et les Pays-Bas.

## Histoire
L'arrondissement fut créé le 1er janvier 1975 par loi du 9 juillet 1974 en fusionnant les anciens arrondissements de Clèves et Gueldre (de) et y intégrant les villes d'Emmerich et de Rees de l'arrondissement de Rees (de).

## Communes
L'arrondissement compte 16 communes dont 8 villes :
- Bedburg-Hau
- Clèves, ville
- Emmerich am Rhein, ville
- Geldern, ville
- Goch, ville
- Issum
- Kalkar, ville
- Kerken
- Kevelaer, ville
- Kranenburg
- Rees, ville
- Rheurdt
- Straelen, ville
- Uedem
- Wachtendonk
- Weeze

## Politique

### Administrateurs de l'arrondissement
- 1816–1846 : Christian Friedrich von der Mosel (de)
- 1846 : Leonhard Stommel (de)
- 1846 : Georg Hasenclever (de)
- 1847–1858 : Julius von Haeften (de)
- 1858–1859 : Wilhelm Jungbluth (de)
- 1859–1867 : Felix von Loë (de)
- 1867–1869 : Reinhard von Hymmen (de)
- 1869–1874 : Prosper Devens (de)
- 1869–1874 : Wilhelm Jacob Gerpott (de)
- 1874–1875 : Theodor Mosterts (de)
- 1875–1876 : Eduard von Frowein (de)
- 1876–1919 : Peter Eich (de)
- 1919–1936 : Hermann Eich (de)
- 1937–1945 : Friedrich Neven (de)
- 1945 : Leopold Josef Janssen
- 1946–1955 : Peter Albers (de)
- 1955–1961 : Peter Mott
- 1961–1974 : Gerhard Brock (de)
- 1975–1994 : Hans Pickers (de)
- 1994–1999 : Gerhard Jacobs
- 1999–2004 : Rudolf Kersting (de)
- 2004–2020 : Wolfgang Spreen (de)
- depuis 2020 : Silke Gorißen (de)

### Élections de l'administrateur (Landrat)
| Parti | Scrutin du 12 septembre 1999 | Scrutin du 12 septembre 1999 | Scrutin du 12 septembre 1999 | Scrutin du 26 septembre 2004 | Scrutin du 26 septembre 2004 | Scrutin du 26 septembre 2004 |
|       | Candidat                     | Votes                        | %                            | Candidat                     | Votes                        | %                            |
| ----- | ---------------------------- | ---------------------------- | ---------------------------- | ---------------------------- | ---------------------------- | ---------------------------- |
| CDU   | Rudolf Kersting              | 81 668                       | 61,4 %                       | Wolfgang Spreen              | 76 295                       | 57,9 %                       |
| SPD   | Albert Holzhauer             | 38 233                       | 28,7 %                       | Otto Weber                   | 32 764                       | 24,9 %                       |
| Grüne | Anna Peters                  | 7 415                        | 5,6 %                        | Ute Sickelmann               | 11 963                       | 9,1 %                        |
| FDP   | Dietmar Gorißen              | 5 693                        | 4,3 %                        | Dietmar Gorißen              | 10 653                       | 8,1 %                        |

### Élections du conseil (Kreistag)
|       | Scrutin du 26 sept. 2004 | Scrutin du 26 sept. 2004 | Scrutin du 26 sept. 2004 |
| Parti | Votes                    | %                        | Sièges                   |
| ----- | ------------------------ | ------------------------ | ------------------------ |
| CDU   | 72 114                   | 54,9 %                   | 29                       |
| SPD   | 33 745                   | 25,7 %                   | 14                       |
| Grüne | 13 711                   | 10,4 %                   | 6                        |
| FDP   | 11 892                   | 9,0 %                    | 5                        |

## Juridiction
Juridiction ordinaire
- Cour d'appel (Oberlandesgericht) de Düsseldorf
  - Tribunal régional (Landgericht) de Clèves
    - Tribunal cantonal (Amtsgericht) de Clèves:  Bedburg-Hau, Goch, Kalkar, Kleve, Kranenburg, Uedem
    - Tribunal cantonal d'Emmerich: Emmerich, Rees
    - Tribunal cantonal de Geldern:  Geldern, Issum, Kerken, Kevelaer, Rheurdt, Straelen, Wachtendonk, Weeze

Juridiction spéciale
- Tribunal supérieur du travail (Landesarbeitsgericht) de Düsseldorf
  - Tribunal du travail (Arbeitsgericht) de Wesel
- Tribunal administratif (Verwaltungsgericht) de Düsseldorf
- Tribunal des affaires de Sécurité sociale (Sozialgericht) de Duisburg